# 印度尼西亞財政部
印度尼西亞財政部是印度尼西亚政府的一個部门，负责国家财政和国有资产管理。财政部长对印尼总统负责。1945年8月，日本向同盟國投降后，印度尼西亚宣布独立，财政部正式成立。 